# Вьентьян (королевство)
Короле́вство Вьентья́н образовалось в 1707 году в результате распада государства Лансанг. В 1828 году было аннексировано Раттанакосином.

## Образование королевства
Вьентьян упоминался в летописях в качестве столицы лаосского государства начиная с 1569 года. Когда в конце XVII века правитель Сулиньявонгсе попытался провести реформы, лишив власти местные кланы, то он и его потомки были изгнаны, став править в Луангпхабанге и Тямпасаке.
Во Вьентьяне появился новый глава государства — Сетхатхиратх II (1698—1735). Его родителями были беженцами из лаосских земель, родственниками правителя Вьентьяна, его детство прошло в Хюэ под властью Нгуенов, где он усвоил вьетнамские взгляды на государя и его роль в политической жизни как военного правителя. Во Вьентьян он прибыл во главе небольшого отряда из вьетнамцев, и вся его последующая жизнь прошла в походах против отпавшего в 1707 году Луангпхабанга. В то же время он признал сюзеренитет Нгуенов над Вьентьяном.

## Война с Раттанакосином
В 1768 году деревенские старосты Пхаво и Пхата, «собрав свой народ», потребовали от правителя Бунсана сделать их аристократами, а Пхаво, помимо этого, захотел стать соправителем. Это историческое событие вошло в качестве эпизода в одну из лаосских версий «Рамаяны», созданную в середине XIX века.
Конфликтом двух старост с правителем Вьентьяна воспользовался правитель Сиама Пья Таксин, взяв под своё покровительство сыновей Пхаво, переселившихся в южный Лаос. В 1778 году он объявил войну Бунсану, и после четырёхмесячной осады занял столицу Вьентьяна. Население было уведено в Сиам, туда же были вывезены казна, оружие, продовольствие, лаосские рукописи, и главные символы независимости страны — статуи Будды под названиями «Пхакэу» и «Пхабанг».
В 1782 году возглавивший Сиам после переворота Рама I вернул во Вьентьян статую будды «Пхабанг», тем самым как бы признавая его независимость. Однако Рама I низложил Бунсана, вместе с тем разрешив ему вернуться во Вьентьян. Страной стали управлять его сыновья.

## Вьентьян в лаосских легендах
В 1804 году на трон Вьентьяна вступил Ануруттхалат (Анувонг), младший брат Силибуннясана. Его правление запечатлелось в народной памяти как «золотой век»: налоги были малы, государственные повинности — необременительны, был составлен «Свод законов Вьентьяна».
В 1805 году Ануруттхалат начал тайные сношения с правителем объединившегося Вьетнама. Напомнив тому в письмах о поддержке в годы войны с тэйшонами, и изъявив согласие стать «младшим братом» правителя Вьетнама, он намекал на желание, в свою очередь, получить помощь Вьетнама в объединении Лаоса. В 1814 году правительство Вьетнама перекрыло торговые пути из лаосских государств через Камбоджу, вынудив торговые караваны направиться в город Корат, где торговля находилась в руках перекупщиков-китайцев; эти события вызвали неудовольство Ануруттхалата. В 1820 годах по приказу из Бангкока началась татуировка лаосского населения, перемещённого в северо-восточные провинции Сиама, что вызвало возмущение в лаосских деревнях, никогда прежде не подвергавшихся такой унизительной процедуре. Обращение Ануруттхалата к Раме III с протестом против этой процедуры осталось без ответа.
В 1819 году правитель Вьентьяна добился в обмен на помощь в подавлении волнений горского населения в Тямпасаке согласия Бангкока назначить в этот район правителем своего сына. Дипломатическая удача вдохновила Анурутталата в 1820 году на предложение правителю Луангпхабанга заключить тайный союз против Сиама, однако он получил отказ. В 1820—1822 годах Ануруттхалатом были сделаны попытки наладить дипломатические контакты с представителями Великобритании в Бангкоке, которым он предложил план помощи Вьентьяну в освобождении западных лаосских земель от подчинения Сиамом.
В это же время начались тайные приготовления Ануруттхалата к военным действиям против Сиама. С этой целью началось укрепление города Убон — центра лаосских земель на правом берегу Меконга — из которого планировалось организовать военный рейд в Сарабури. В ходе операции планировалось разгромить Корат и, собрав расселённых в его окрестностях лаосцев, вывести их во Вьентьян. В 1826 году по приказу из Вьентьяна были убиты сиамские переписчики-татуировщики и начался тайный вывод населения из сиамских провинций. В том же году, под предлогом спасения лаосского населения, проживающего в Сиаме, к Корату были направлены три армии. В мае 1827 года они были разгромлены сиамской армией и отступили на левый берег Меконга, уводя тысячи переселённых лаосцев.
Сиамская армия, в составе которой были английские и португальские советники, вторглась в левобережье Меконга. Вьентьян был захвачен и разрушен. Ануруттхалат обратился за помощью в Хюэ и Пекин, а в октябре 1828 году сделал попытку освободить Вьентьян от сиамских войск, но безуспешно. Полностью разрушенный и сожжённый город Вьентьян вскоре превратился в джунгли, пытавшийся найти убежище в Китае Ануруттхалат был вместе с семьёй выдан Сиаму и в 1829 году доставлен в Бангкок, где и скончался.
Несмотря на то, что в результате королевство Вьентьян было уничтожено Сиамом, действия Ануруттхалата стали для лаосцев символом сопротивления иноземцам, и Вьентьян стал рассматриваться как национальный центр.